# Zahle
För andra betydelser, se Zahle (olika betydelser).
Zahle, Zahleh eller Zahla är huvudort i det libanesiska guvernementet Beqaa. Staden har omkring 55 000 invånare (2002).
När Libanon var ett franskt NF-mandat var Zahle en liten stad där man odlade silkesmask för export till Frankrike. Den har utvecklats till ett ekonomiskt nav för Bekaadalen, där dess läge gör den till en viktig station för lastbilar in och ut ur Libanon. De främsta näringarna är jordbruks- och fågeluppfödningsindustri.